# Canilleta
Las canilletas, canilleras o espinilleras son las piezas de la armadura que protegen la pierna. 
Las canilleras como las planchetas que guarnecen las rodillas o alguna parte de los brazos son las primeras piezas defensivas hechas de metal o hierro batido y aunque no se generalizaron hasta el siglo XIV, existen miniaturas y otros documentos demostrando que estaban ya en uso en los siglos XII y XIII. Según los estatutos manuscritos de Ferrara, no hay duda que se traían en el año 1268, así como en el 1328, según los de Módena. 
En España, hay también bajorrelieves del siglo XII representando caballeros con piezas análogas aunque más parecidas a las que los griegos y romanos usaron con el nombre de ócreas.